# Thập niên 450 TCN
Thập niên 450 TCN hay thập kỷ 450 TCN chỉ đến những năm từ 450 TCN đến 459 TCN.